# Liste der 100 besten Filme in der Geschichte des ukrainischen Kinos

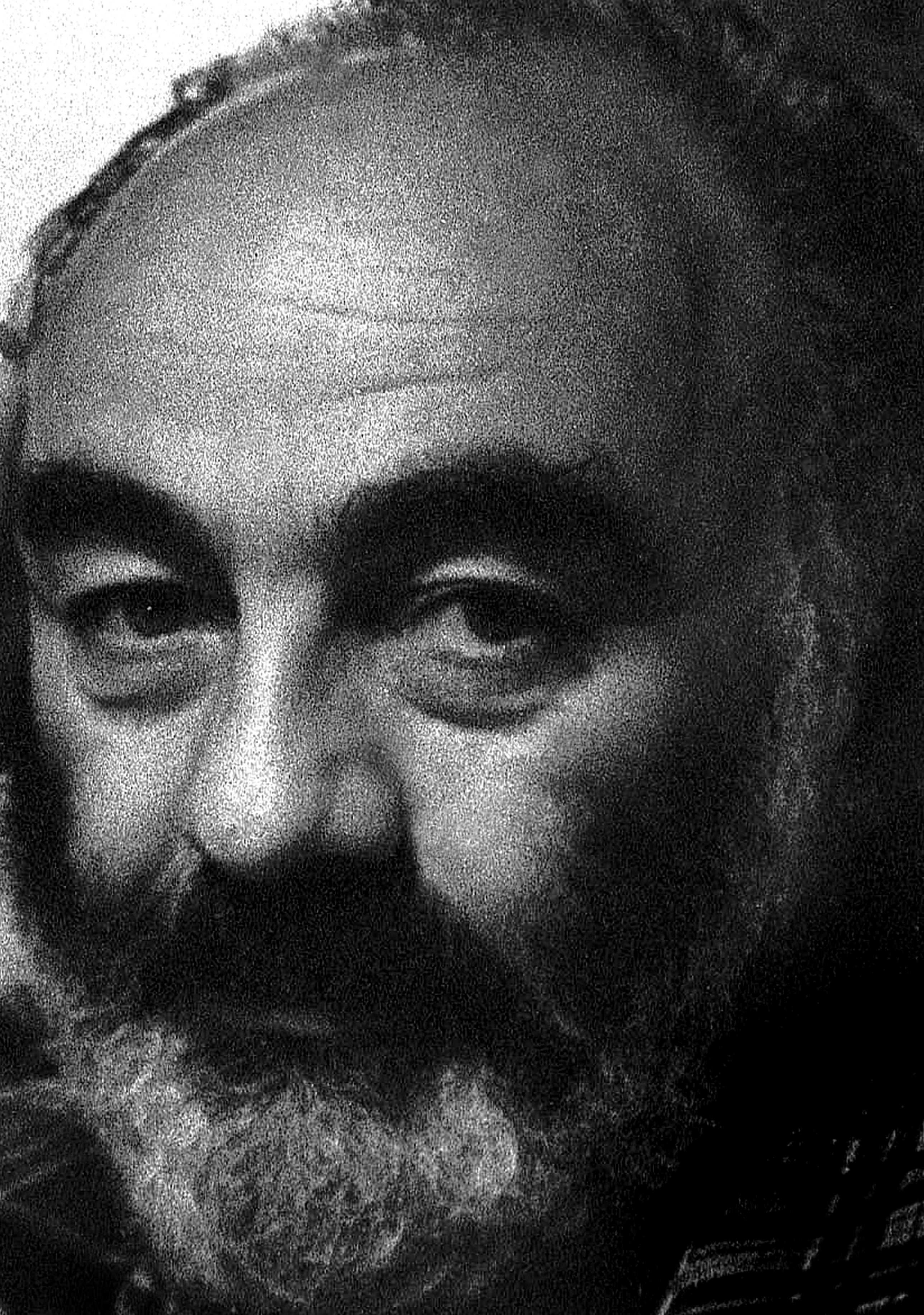
Sergei Paradschanow (1978), Regisseur des besten ukrainischen Films Schatten vergessener Ahnen (1965)

Die Liste der 100 besten Filme in der Geschichte des ukrainischen Kinos wurde im Juni 2021 durch das National Oleksandr Dovzhenko Film Centre in Kiew
als Ergebnis einer Umfrage unter ukrainischen Filmkritikern und -experten zusammengestellt. Die Liste wird angeführt von Schatten vergessener Ahnen als bester Film und Kira Muratowa als am meisten vertretene Regisseurin. Nach Oleksandr Telyuk, dem Leiter des Filmarchivs, sei sie „ein Versuch, endlich einen Kanon dessen zu bilden, was das ukrainische Kino ist,“ und „eine Liste von Filmen, die von jedem empfohlen werden, der sich für das ukrainische Kino interessiert.“

## Berechnung und Präsentation
Das Dowschenko-Zentrum bat die Union der Filmkritiker der Ukraine wie auch unabhängige Filmexperten, etwa 70 Personen, um ihre eigenen Top 10 der besten ukrainischen Filme. Das Ranking der Filme wurde anhand der Häufigkeit von Nennungen sowie der Platzierung in den Top-10-Listen ermittelt. Der beste Film war also am häufigsten genannt und am höchsten platziert. Die Umfrage, bei der keine Einschränkungen beispielsweise hinsichtlich Typen und Genres der Filme bestanden, wurde von Juni bis Oktober 2020 durchgeführt. Genannt wurden dabei insgesamt 186 verschiedene Titel. Auf dem Festival Kiewer Buch-Arsenal im Juni 2021 wurden die hundert Filme der Liste öffentlich bekanntgegeben und Ausschnitte der zehn besten Filme gezeigt. Im August 2021 zeigte das Internationale Filmfestival von Odessa die laut der Liste dreißig besten Filme seit der Unabhängigkeit von der Sowjetunion zum Anlass des 30. Jahrestags.

## Liste
| Rang   | Deutscher Titel, oder internationaler Titel | Originaltitel (Transkription)                                                     | Regisseur                           | Jahr       | Anmerkung                              |
| ------ | ------------------------------------------- | --------------------------------------------------------------------------------- | ----------------------------------- | ---------- | -------------------------------------- |
| 1      | Schatten vergessener Ahnen                  | Тіні забутих предків (Tini sabutych predkiw)                                      | Sergei Paradschanow                 | 1965       |                                        |
| 2      | Erde                                        | Земля (Semlja)                                                                    | Oleksandr Dowschenko                | 1930       | Schwarz-Weiß-Stummfilm                 |
| 3      | Der Mann mit der Kamera                     | Человек с киноаппаратом (Tschelowek s kinoapparatom)                              | Dsiga Wertow                        | 1929       | Schwarz-Weiß-Stummfilm, Dokumentarfilm |
| 4      | The Tribe                                   | Плем'я (Plemja)                                                                   | Myroslaw Slaboschpyzkyj             | 2014       | Gebärdensprache                        |
| 5      | The Stone Cross                             | Камінний хрест (Kaminnyj chrest)                                                  | Leonid Ossyka                       | 1968       |                                        |
| 6      | Das asthenische Syndrom                     | Астенический синдром (Astenytscheskyj syndrom)                                    | Kira Muratowa                       | 1989       |                                        |
| 7      | Tagträumer                                  | Польоти уві сні та наяву (Poljoty uwi sni ta najawu)                              | Roman Balajan                       | 1983       |                                        |
| 8      | Der weiße Vogel mit dem schwarzen Fleck     | Білий Птах З Чорною Ознакою (Bilyj Ptach S Tschornoju Osnakoju)                   | Jurij Illjenko                      | 1970       |                                        |
| 9      | Langer Abschied                             | Долгие проводы (Dolhye prowodы)                                                   | Kira Muratowa                       | 1971       |                                        |
| 10     | Babylon – 20. Jahrhundert                   | Вавилон ХХ (Babylon XX)                                                           | Iwan Mykolaitschuk                  | 1979       |                                        |
| 11     | Atlantis                                    | Атлантида (Atlantyda)                                                             | Walentyn Wassjanowytsch             | 2019       |                                        |
| 12     | Die verschwundene Urkunde                   | Пропала грамота (Propala hramota)                                                 | Boris Iwtschenko                    | 1972       |                                        |
| 13     | Kurze Begegnungen                           | Короткие встречи (Korotkije wstretschi)                                           | Kira Muratowa                       | 1967       |                                        |
| 14     | Donbass                                     | Донбас (Donbas)                                                                   | Sergei Loznitsa                     | 2018       |                                        |
| 15     | In Spring                                   | Навесні (Nawesni)                                                                 | Michail Kaufman                     | 1929       | Schwarz-Weiß-Stummfilm, Dokumentarfilm |
| 16     | Erfahrene Hasen aus dem Geschwader          | В бой идут одни «старики» (W boj ydut odny «staryky»)                             | Leonid Bykow                        | 1973       |                                        |
| 17     | Wer zwei Hasen hetzt …                      | За двома зайцями (Sa dwoma sajzjamy)                                              | Wiktor Iwanow                       | 1961       |                                        |
| 18     | Die Abenteuer des Kapitän Wrungel           | Приключения капитана Врунгеля (Prykljutschenyja kapytana Wrunhelja)               | David Tscherkassky                  | 1976–1979  | Zeichentrickserie                      |
| 19     | Swenigora                                   | Звeнигopа (Swenigora)                                                             | Oleksandr Dowschenko                | 1927       | Schwarz-Weiß-Stummfilm                 |
| 20     | My Thoughts Are Silent                      | Мої думки тихі (Moji dumky tychi)                                                 | Antonio Lukitsch                    | 2019       |                                        |
| 21     | Quelle für die Dürstenden                   | Криниця для спраглих (Krynyzja dlja sprahlych)                                    | Jurij Illjenko                      | 1965       |                                        |
| 22     | Mein Glück                                  | Счастье моё (Stschaste moё)                                                       | Sergei Loznitsa                     | 2010       |                                        |
| 23     | Varta1, Lviv, Ukraine                       | Varta 1, Львів, Україна (Varta 1, Lwiw, Ukrajina)                                 | Jurij Hryzyna                       | 2015       | Dokumentarfilm                         |
| 24     | Conscience                                  | Совесть (Sowest)                                                                  | Wolodymyr Denyssenko                | 1968       |                                        |
| 25     | Brot                                        | Хліб (Chlib)                                                                      | Mykola Schpykowskyj                 | 1930       | Schwarz-Weiß-Stummfilm                 |
| 26     | A Severe Young Man                          | Строгий юноша (Strohyj junoscha)                                                  | Abram Room                          | 1935       | Schwarz-Weiß-Film                      |
| 27     | Arsenal                                     | Арсенал (Arsenal)                                                                 | Oleksandr Dowschenko                | 1929       | Schwarz-Weiß-Stummfilm                 |
| 28     | Enthusiasmus (Donbass-Sinfonie)             | Энтузиазм: Симфония Донбасса (Entushiasm: Symfonyja Donbassa)                     | Dsiga Wertow                        | 1931       | Schwarz-Weiß-Film, Dokumentarfilm      |
| 29     | Raduga                                      | Радуга (Raduha)                                                                   | Mark Donskoi                        | 1944       | Schwarz-Weiß-Film                      |
| 30     | Prometheus                                  | Прометей (Prometey)                                                               | Iwan Kawaleridse                    | 1935       | Schwarz-Weiß-Film                      |
| 31     | The Self-Seeker                             | Шкурник (Schkurnyk)                                                               | Mykola Schpykowskyj                 | 1929       | Schwarz-Weiß-Stummfilm                 |
| 32     |                                             | Я та інші (Ja ta inschi)                                                          | Felix Sobolew                       | 1971       | Schwarz-Weiß-Film, Dokumentarfilm      |
| 33     | Der Abend vor dem Fest Iwan Kupala          | Вечір на Івана Купала (Wetschir na Iwana Kupala)                                  | Jurij Illjenko                      | 1968       |                                        |
| 34     | The Earth Is Blue as an Orange              | Земля блакитна, ніби апельсин (Semlja blakytna, niby apelsyn)                     | Iryna Zilyk                         | 2020       | Dokumentarfilm                         |
| 35     | Maidan                                      | Майда́н (Maidan)                                                                   | Sergei Loznitsa                     | 2014       | Dokumentarfilm                         |
| 36     | A Prayer for Hetman Mazepa                  | Молитва за гетьмана Мазепу (Molytwa sa hetmana Masepu)                            | Jurij Illjenko                      | 2001       |                                        |
| 37–38  | Crepuscule                                  | Присмерк (Prysmerk)                                                               | Walentyn Wassjanowytsch             | 2014       | Dokumentarfilm                         |
| 37–38  | Vulcan                                      | Вулкан (Wulkan)                                                                   | Roman Bondartschuk                  | 2018       |                                        |
| 39     | Aeneis                                      | Енеїда (Enejida)                                                                  | Wolodymyr Dachno                    | 1991       | Animationsfilm                         |
| 40     | Spell Your Name                             | Назви своє ім'я (Naswy swoje imja)                                                | Serhij Bukowskyj                    | 2006       | Dokumentarfilm                         |
| 41     | I Love                                      | Я люблю (Ja ljublju)                                                              | Leonid Lukow                        | 1936       | Schwarz-Weiß-Film                      |
| 42     | Frontromanze                                | Военно-полевой роман (Woenno-polewoj roman)                                       | Pjotr Todorowski                    | 1983       |                                        |
| 43     | Bumbarash                                   | Бумбараш (Bumbarasch)                                                             | Nikolai Raschejew & Abram Narodizki | 1971       | Musicalfilm                            |
| 44     | The Living Fire                             | Жива ватра (Schywa watra)                                                         | Ostap Kostjuk                       | 2014       | Dokumentarfilm                         |
| 45     | Spring on Zarechnaya Street                 | Весна на Заречной улице (Wesna na Saretschnoj ulyze)                              | Marlen Chuzijew & Felix Mironer     | 1956       | Schwarz-Weiß-Film                      |
| 46–48  | Erdgeschoß                                  | Перший поверх (Perschyj powerch)                                                  | Igor Minajew                        | 1990       | Schwarz-Weiß-Film                      |
| 46–48  |                                             | Коліївщина (Kolijiwschtschyna)                                                    | Iwan Kawaleridse                    | 1933       | Schwarz-Weiß-Film                      |
| 46–48  | Zwei Tage                                   | Два дні (Dwa dni)                                                                 | Heorhij Stabowyj                    | 1929       | Schwarz-Weiß-Stummfilm                 |
| 49–50  |                                             | Чорнобиль — Хроніка важких тижнів (Tschornobyl — Chronika waschkych tyschniw)     | Wolodymyr Schewtschenko             | 1986       | Dokumentarfilm                         |
| 49–50  | Die Rückkehr zur Schatzinsel                | Остров сокровищ (Ostrow sokrowyschtsch)                                           | David Tscherkassky                  | 1986–1988  | Zeichentrickfilm                       |
| 51     | The Sentimental Policeman                   | Чутливий міліціонер (Tschutlywyj milizioner)                                      | Kira Muratowa                       | 1992       |                                        |
| 52     | Straßenbahn Nr. 9 fährt                     | Йшов трамвай дев'ятий номер (Jschow tramwaj dewjatyj nomer)                       | Stepan Koval                        | 2002       | Animationskurzfilm                     |
| 53     | Entering the Sea                            | Та, що входить у море (Ta, schtscho wchodyt u more)                               | Leonid Ossyka                       | 1965       | Kurzfilm                               |
| 54–55  | Shamara                                     | Шамара (Schamara)                                                                 | Natalija Andrijtschenko             | 1994       |                                        |
| 54–55  | Very Late Warm Autumn                       | Така пізня, така тепла осінь (Taka pisnja, taka tepla ossin)                      | Iwan Mykolaitschuk                  | 1981       |                                        |
| 56     | Ukrainian Sheriffs                          | Украї́нські шери́фи (Ukrajínski scherýfy)                                           | Roman Bondartschuk                  | 2015       | Dokumentarfilm                         |
| 57     | Seven Steps Beyond the Horizon              | Сім кроків за обрій (Sim krokiw sa obrij)                                         | Felix Sobolew                       | 1968       | Dokumentarfilm                         |
| 58     |                                             | Ордер на арешт (Order na arescht)                                                 | Heorhij Tassin                      | 1927       | Schwarz-Weiß-Stummfilm                 |
| 59–60  | At High Cost                                | Дорогою ціною (Dorohoju zinoju)                                                   | Mark Donskoi                        | 1957       |                                        |
| 59–60  | Evge                                        | Додому (Dodomu)                                                                   | Nariman Alijew                      | 2019       |                                        |
| 61     | Die Königin der Tankstelle                  | Королева бензоколонки (Korolewa bensokolonky)                                     | Oleksij Mischuryn & Mykola Litus    | 1962       |                                        |
| 62     | The Kiss                                    | Поцілу́нок (Pozilúnok)                                                             | Roman Balajan                       | 1983       |                                        |
| 63     | Drei Geschichten                            | Три історії (Try istoriji)                                                        | Kira Muratowa                       | 1997       |                                        |
| 64     | Interpretation of Dreams                    | Тлумачення сновидінь (Tlumatschennja snowydin)                                    | Andrij Sahdanskyj                   | 1990       | Dokumentarfilm                         |
| 65–67  | A Friend of the Deceased                    | Приятель небіжчика (Pryjatel nebischtschyka)                                      | Wjatscheslaw Kryschtofowytsch       | 1997       |                                        |
| 65–67  | Out of Boredom                              | З нудьги (S nudhy)                                                                | Artur Wojtezkyj                     | 1968       |                                        |
| 65–67  | Raspad – Der Zerfall                        | Распад (Raspad)                                                                   | Michail Belikow                     | 1990       |                                        |
| 68–70  | Spotted Dog Running at the Edge of the Sea  | Рябий пес, що біжить краєм моря (Rjabyj pes, schtscho bischyt krajem morja)       | Karen Heworkjan                     | 1990       |                                        |
| 68–70  | Wayfarers                                   | Подорожні (Podoroschni)                                                           | Ihor Strembizkyj                    | 2005       | Dokumentarfilm, Kurzfilm               |
| 68–70  | Oxygen Starvation                           | Кисневий голод (Kysnewyj holod)                                                   | Andrij Dontschyk                    | 1991       |                                        |
| 71     | Our Honest Bread                            | Наш чесний хліб (Nasch tschesnyj chlib)                                           | Kira Muratowa & Oleksandr Muratow   | 1964       | Schwarz-Weiß-Film                      |
| 72     | Goodbye, Cinephiles                         | До побачення, синефіли (Do pobatschennja, synefily)                               | Stanislaw Bytjuzkyj                 | 2014       | Dokumentarfilm                         |
| 73     | Sergei Parajanov. A Visit                   | Сергій Параджанов. Відвідини (Serhij Paradschanow. Widwidyny)                     | Anatolij Syrych                     | 1994       | Dokumentarfilm, Kurzfilm               |
| 74     | The Night Coachman                          | Нічний візник (Nitschnyj wisnyk)                                                  | Heorhij Tassin                      | 1927       | Schwarz-Weiß-Stummfilm                 |
| 75–80  |                                             | Мамай (Mamay)                                                                     | Oles Sanin                          | 2003       |                                        |
| 75–80  |                                             | Засипле сніг дороги (Sassyple snih dorohy)                                        | Jewhen Sywokin                      | 2004       | Animationskurzfilm                     |
| 75–80  | Isegrim                                     | Бірюк (Birjuk)                                                                    | Roman Balajan                       | 1977       |                                        |
| 75–80  | No Obvious Signs                            | Явних проявів немає (Jawnych projawiw nemaje)                                     | Alina Horlowa                       | 2017       | Dokumentarfilm                         |
| 75–80  | Heat Singers                                | Співає Івано-Франківськтеплокомуненерго (Spiwaje Iwano-Frankiwskteplokomunenerho) | Nadija Parfan                       | 2019       | Dokumentarfilm                         |
| 75–80  | The Tuner                                   | Настроювач (Nastrojuwatsch)                                                       | Kira Muratowa                       | 2004       |                                        |
| 81     | July Storms: Strike und Outburst            | Липневі грози (Lypnewi hrosy): Страйк (Strajk) und Викид (Wykyd)                  | Anatolij Karas & Wiktor Schkuryn    | 1989, 1991 | Dokumentarfilm, Zweiteiler             |
| 82     | Last Resistance – Im russischen Kreuzfeuer  | Кіборги. Герої не вмирають (Kiborhy. Heroji ne wmyrajut)                          | Achtem Sejitablajew                 | 2017       |                                        |
| 83     | Gamer                                       | Га́мер (Hámer)                                                                     | Oleh Senzow                         | 2011       |                                        |
| 84–85  | Wie die Kosaken …                           | Як козаки… (Jak kosaky …)                                                         | Wolodymyr Dachno                    | 1967–1995  | Animationsfilmreihe (10 Filme)         |
| 84–85  | My Father Is My Mother’s Brother            | Тато — мамин брат (Tato — mamyn brat)                                             | Wadym Ilkow                         | 2018       | Dokumentarfilm                         |
| 86     | The Strayed                                 | При́путні (Prýputni)                                                               | Arkadij Nepytaljuk                  | 2017       |                                        |
| 87     |                                             | Цвітіння кульбаби (Zwitinnja kulbaby)                                             | Oleksandr Ihnatuscha                | 1992       |                                        |
| 88–89  | Effect of Presence                          | Ефект присутності (Efekt pryssutnosti)                                            | Leoníd Pawlówskyj                   | 2004       |                                        |
| 88–89  |                                             | В.Сильвестров (W. Sylwestrow)                                                     | Serhij Bukowskyj                    | 2019       | Dokumentarfilm                         |
| 90–94  |                                             | Освідчення в коханні (Oswidtschennja w kochanni)                                  | Rollan Serhijenko                   | 1966       | Dokumentarfilm                         |
| 90–94  | An Unprecedented Campaign                   | Небувалий похід (Nebuwalyj pochid)                                                | Michail Kaufman                     | 1931       | Schwarz-Weiß-Stummfilm, Dokumentarfilm |
| 90–94  | Letter to America                           | Письмо в Америку (Pysmo w Ameryku)                                                | Kira Muratowa                       | 1999       | Kurzfilm                               |
| 90–94  | Through Tears                               | Крізь сльози (Kris sljosy)                                                        | Hryhorij Hrytscher                  | 1928       | Schwarz-Weiß-Stummfilm                 |
| 90–94  | Der Gehetzte                                | Пам'ятай (Pamjataj)                                                               | Wolodymyr Saweljew                  | 1991       |                                        |
| 95–100 | A Dream                                     | Сон (Son)                                                                         | Wolodymyr Denyssenko                | 1964       |                                        |
| 95–100 | Stronger than Weapon                        | Сильніше, ніж зброя (Sylnische, nisch sbroja)                                     | Wolodymyr Tychyj & Babylon13        | 2017       | Dokumentarfilm                         |
| 95–100 | Black Level                                 | Рівень чорного (Riwen tschornoho)                                                 | Walentyn Wassjanowytsch             | 2017       | Dokumentarfilm                         |
| 95–100 | Die Sanfte                                  | Кроткая (Krotkaja)                                                                | Sergei Loznitsa                     | 2017       |                                        |
| 95–100 |                                             | Біосфера! Час усвідомлення (Biosfera! Tschas uswidomlennja)                       | Felix Sobolew                       | 1974       | Kurzfilm                               |
| 95–100 | Aerograd                                    | Аэроград (Aerograd)                                                               | Oleksandr Dowschenko                | 1935       | Schwarz-Weiß-Film                      |

## Statistiken und Anmerkungen

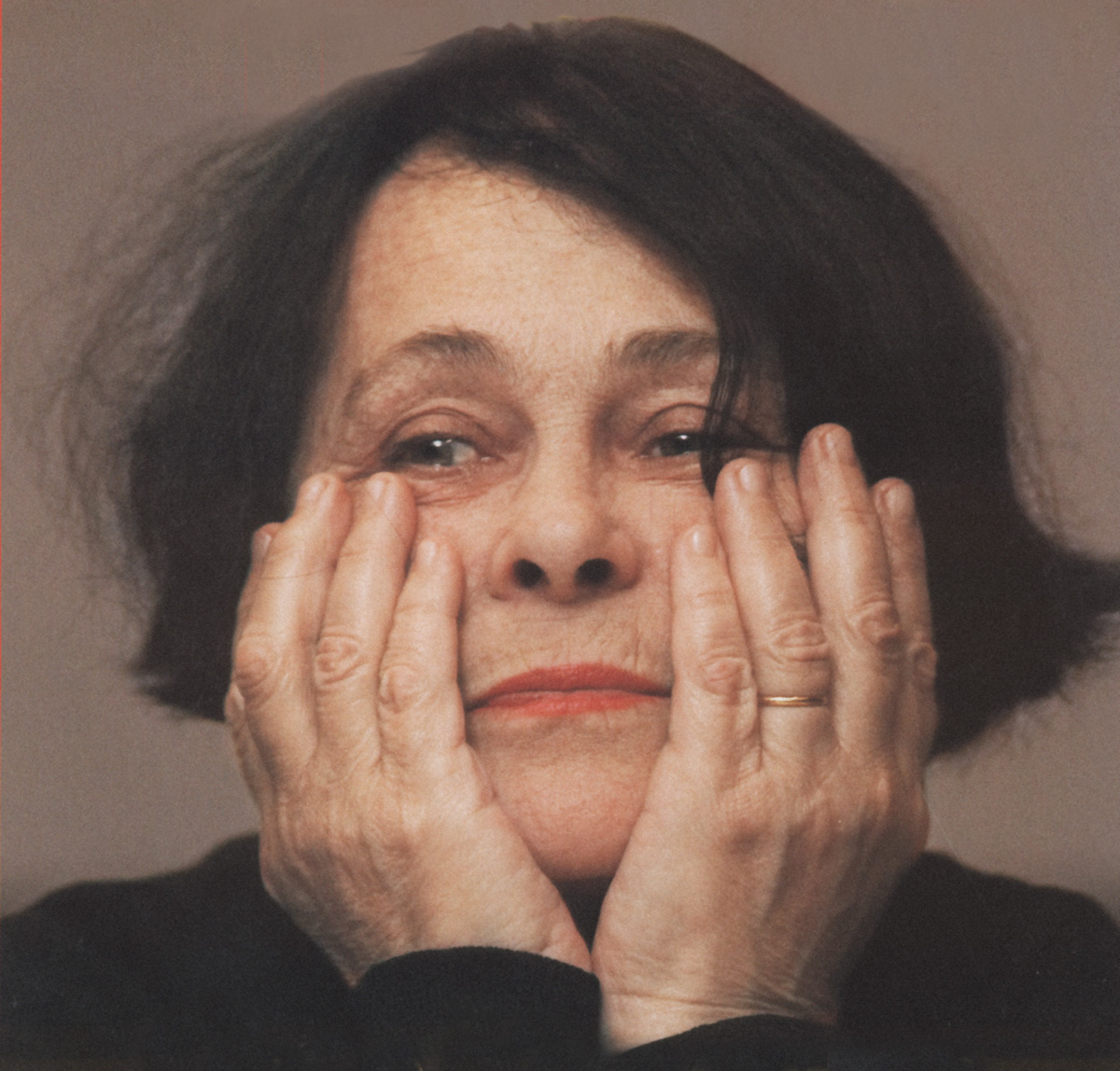
Kira Muratowa (2006), Regisseurin mit den meisten Filmen in dieser Liste

- 70 verschiedene Regisseure und Regisseurinnen sind vertreten. Die meisten Filme stammen von Kira Muratowa, nämlich 8 Filme, die 40 Jahre filmisches Schaffen von 1964 bis 2004 umfassen. Oleksandr Dowschenko, Jurij Illjenko und Sergei Loznitsa haben jeweils vier Filme aus der Liste inszeniert; Roman Balajan, Walentyn Wassjanowytsch und Felix Sobolew jeweils drei. Von diesen Namen sind vier in den Top 10 vertreten; Muratowa als Einzige zweimal in den Top 10 und dreimal in den Top 20. Neben Muratowa landeten vier weitere Frauen in der Liste.
- Die Liste umfasst Filme von 1927 bis 2020 und damit aus zehn Dekaden. Nach Jahren erschienen die meisten Filme, nämlich jeweils sechs, 1929 und 2017; nach Dekaden die meisten in den 2010ern, nämlich 23, und die wenigsten, nur ein einzelner Film, in den 1940ern. Das 21. Jahrhundert brachte in zwanzig Jahren mit 32 Filmen etwa ein Drittel der besten Filme hervor, während die anderen zwei Drittel sich im 20. Jahrhundert auf etwa 70 Jahre verteilen.

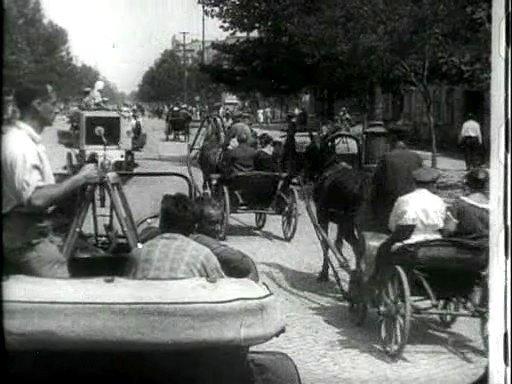
Regisseur Dsiga Wertow am Set von Der Mann mit der Kamera (Rang 3), ein Beispiel für einen Schwarz-Weiß-Stummfilm sowie Dokumentarfilm

- In dem zu Beginn der Filmgeschichte existenten Format des Stummfilms in Schwarz-Weiß sind in der Liste von 1927 bis 1931 zwölf Filme vertreten, bis 1936 sechs weitere Schwarz-Weiß-Filme in Ton. Nach Verdrängung durch den Farbfilm finden sich bis 1990 dennoch fünf weitere Schwarz-Weiß-Filme.
- Die Liste enthält 26 Dokumentarfilme und sieben Kurzfilme; sechs Einträge sind animiert, wobei diese manches Mal aus mehreren Filmen bestehen.